# Потоплення порома біля Занзібару (2011)

Карта із зазначенням острова Занзібар — місця катастрофи

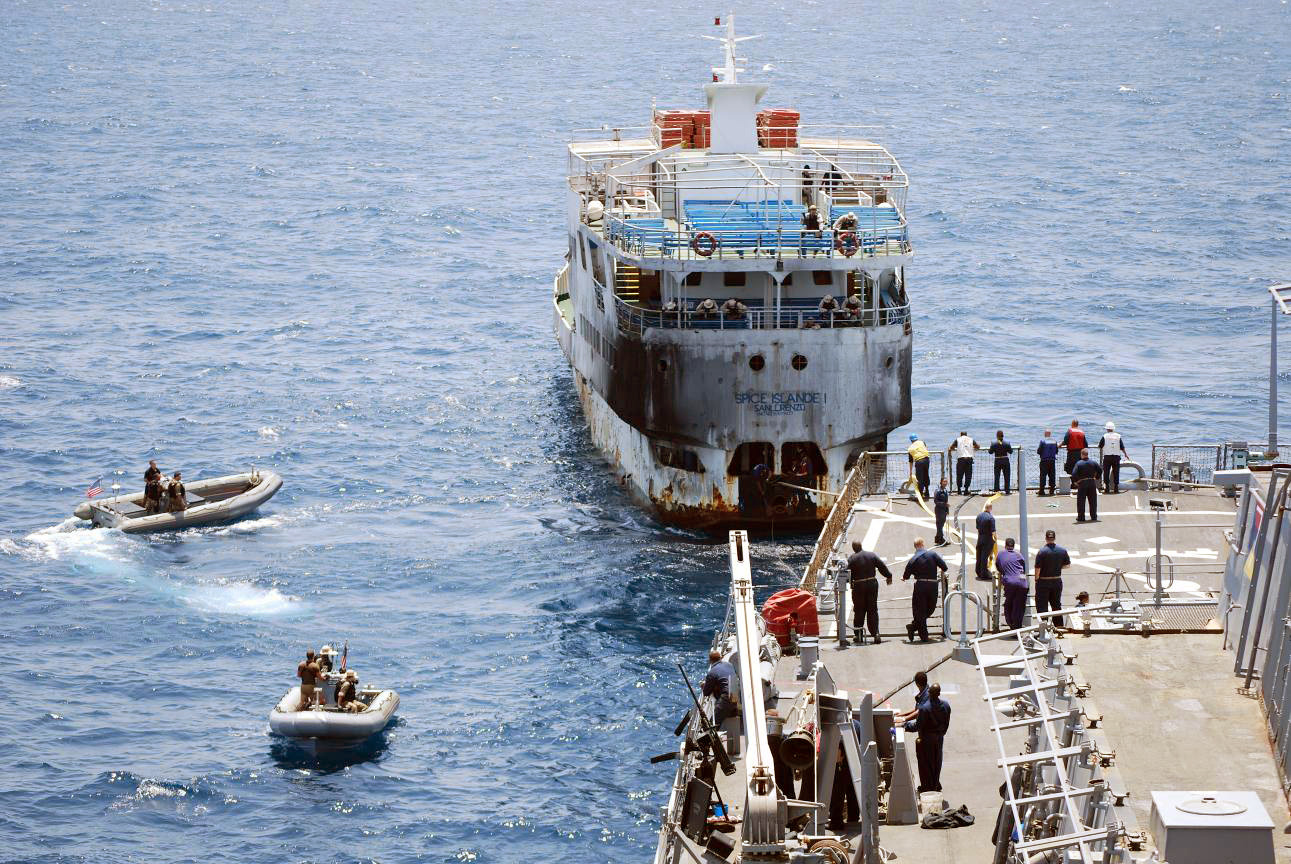
Судно Spice Islander I, яке брало участь у рятувальних роботах

Потоплення порома біля Занзібару — потоплення порома MV Spice Islander 10 вересня 2011 року біля острова Занзібар, автономії у складі Танзанії. Щонайменше 163 людини загинули. На борту порома перебували близько 600 людей.
Пором MV Spice Islander проходив між двома островами архіпелагу: Унгуджею і Пембою. Пором був сильно перевантажений і деякі пасажири зрештою відмовилися на нього сідати.